# MNH Entertainment
MNH Entertainment (en hangul: 엠앤에이치엔터테인먼트) es una agencia de entretenimiento y de talentos multinacional privada con sede en Seúl, Corea del Sur, fundada el 18 de noviembre de 2014 por Lee Ju-seop, exgerente de JYP Entertainment.

## Historia
La empresa fue fundada el 18 de noviembre de 2014. En 2016, la aprendiz Kim Chung-ha fue enviada a participar en el programa de televisión de supervivencia para la formación de un grupo femenino Produce 101. La artista terminó cuarta y debutó como parte del grupo I.O.I. Después de la disolución de I.O.I., MNH planeó que Chungha debutara como solista.
En 2019, se lanzaron teasers del nuevo grupo femenino de MNH, Bvndit. Fue el primer grupo de chicas producido por MNH Entertainment. El grupo consta de cinco miembros e hizo su debut el 10 de abril de 2019 con el sencillo «Hocus Pocus». El 15 de mayo de 2019, Bvndit lanzó su canción titulada «Dramatic».
El 28 de enero de 2020, MNH reveló sus planes para un nuevo proyecto musical titulado New.wav, cuyo objetivo es que los artistas de la agencia interactúen más frecuentemente con el público a través de música diversa, además de los lanzamientos regulares de álbumes. MNH presentó a su primer actor, Yoon Jae-yong, quien hizo su debut como actor en el drama del canal SBS, Nobody Knows.

## Artistas

### Grupos
- 8TURN (2023-presente)

### Trainees
- Seok Matthew (Activo en ZB1)

### Solistas
- Lim Sang Hyun (2021–presente)
- VVON (2022-presente)

### Grupos
- DIA  (2023-presente)

### Trainees
- Park Kyung-ri

### Solistas
- Haram Choi (2021-presente)
- Haru Toshio (2024-presente)

## Ex artistas

### Grupos
- Bvndit (2019–2022)

### Solistas
- Chungha (2017-2023)

### Actors
- Yoon Jae-yong (2020)

## Discografía
| Año  | Fecha           | Artista       | Título                | Formato          | Distribuidora                                                                       |
| ---- | --------------- | ------------- | --------------------- | ---------------- | ----------------------------------------------------------------------------------- |
| 2017 | 21 de abril     | Chungha       | «Week»                | Sencillo digital | CJ E&M Music                                                                        |
| 2017 | 7 de junio      | Chungha       | Hands on Me           | EP               | CJ E&M Music                                                                        |
| 2018 | 17 de enero     | Chungha       | Offset                | EP               | CJ E&M Music                                                                        |
| 2018 | 18 de julio     | Chungha       | Blooming Blue         | EP               | Stone Music Entertainment                                                           |
| 2019 | 2 de enero      | Chungha       | XII                   | Álbum sencillo   | Stone Music Entertainment                                                           |
| 2019 | 10 de abril     | Bvndit        | Bvndit, Be Ambitious! | Álbum sencillo   | Stone Music Entertainment                                                           |
| 2019 | 15 de mayo      | Bvndit        | «Dramatic»            | Sencillo digital | Stone Music Entertainment                                                           |
| 2019 | 24 de junio     | Chungha       | Flourishing           | EP               | Stone Music Entertainment                                                           |
| 2019 | 5 de noviembre  | Bvndit        | Be!                   | EP               | Stone Music Entertainment                                                           |
| 2020 | 6 de febrero    | Bvndit        | «Cool»                | Sencillo digital | Stone Music Entertainment                                                           |
| 2020 | 29 de febrero   | Chungha       | «Everybody Has»       | Sencillo digital | Stone Music Entertainment                                                           |
| 2020 | 20 de abril     | Bvndit        | «Children»            | Sencillo digital | Stone Music Entertainment                                                           |
| 2020 | 27 de abril     | Chungha       | «Stay Tonight»        | Sencillo digital | Stone Music Entertainment                                                           |
| 2020 | 13 de mayo      | Bvndit        | Carnival              | EP               | Stone Music Entertainment                                                           |
| 2020 | 9 de junio      | Chungha       | «Be Yourself»         | Sencillo digital | Stone Music Entertainment                                                           |
| 2020 | 6 de julio      | Chungha       | «Play»                | Sencillo digital | Stone Music Entertainment                                                           |
| 2021 | 19 de enero     | Chungha       | «X»                   | Sencillo digital | Stone Music Entertainment                                                           |
| 2021 | 15 de febrero   | Chungha       | Querencia             | Álbum de estudio | Genie Music Stone Music Entertainment (Corea del Sur) 88rising Records 12Tone Music |
| 2021 | 25 de julio     | Lim Sang-hyun | «A Rainy Night»       | Sencillo digital | Stone Music Entertainment                                                           |
| 2021 | 29 de noviembre | Chungha       | «Killing Me»          | Sencillo digital | 88rising Records                                                                    |